# Санту-Антониу-ду-Ретиру
Санту-Антониу-ду-Ретиру (порт. Santo Antônio do Retiro) — муниципалитет в Бразилии, входит в штат Минас-Жерайс. Составная часть мезорегиона Север штата Минас-Жерайс. Входит в экономико-статистический  микрорегион Салинас. Население составляет 7180 человек на 2006 год. Занимает площадь 796,872 км². Плотность населения — 9,0 чел./км².

## Статистика
- Валовой внутренний продукт на 2003 год составляет 11 485 652,00 реалов (данные: Бразильский институт географии и статистики).
- Валовой внутренний продукт на душу населения на 2003 год составляет 1655,23 реалов (данные: Бразильский институт географии и статистики).
- Индекс развития человеческого потенциала на 2000 год составляет 0,601 (данные: Программа развития ООН).